# 오우삼의 미션 특급
오우삼의 미션 특급(Once a Thief)는 1997년 9월 15일부터 1998년 5월 2일까지 방영된 CTV 드라마이다.

## 한국판 성우진(KBS)
- 구자형 - 맥 램지(이반 세르게이)
- 오세홍 - 빅터 맨스필드(니콜라스 리아)
- 정미숙 - 리 안 테이(샌드린 홀트)
- 성병숙 - 부장(제니퍼 데일)
- 장광 - 마이클 탕(왕민덕)
- 조유연 - 재키(빅토리아 프랫)